# 안두니에
안두니에(Andúnië)는 누메노르의 영지로, 엘로스의 후손의 영지다. 안두스타르 지방에 속하며 톨 에렛세아에서 오는 요정이 머무르는 곳이기도 했기에 누메노르 초기에 가장 큰 도시이기도 했다. 누메노르 왕 타르 엘렌딜의 맏이 실마리엔의 후손들이 땅을 다스리며 대대로 물려주었다.
2시대의 망명 왕국 아르노르, 곤도르의 왕족들은 결국 안두니에 영주의 후손들이다. 관련된 대표적인 인물은 실마리엔, 엘렌딜, 이실두르와 아나리온이 있다.